# Pleasureman
Singles
1. Ding Dong Song
Sortie : 21 janvier 2004
2. Teeny Weeny String Bikini
Sortie : 8 avril 2004
3. Touch Me
Sortie : 10 juin 2004

Pleasureman est un album de Mats Söderlund sous son pseudonyme Günther

## Liste des chansons
1. Golddiggers
2. Ding Dong Song
3. Teeny Weeny String Bikini
4. Touch Me (en duo avec Samantha Fox)
5. Pleasureman
6. Crazy & Wild
7. One Night Stand
8. I'm Your Man (G.U.N.T.H.E.R)
9. Naughty Boy
10. Enormous Emotions (I Love You)
11. Ding Dong Song (Lounge Version)